# Aliciana geminata
Aliciana geminata är en fjärilsart som beskrevs av Clarke 1978. Aliciana geminata ingår i släktet Aliciana och familjen praktmalar, Oecophoridae. Inga underarter finns listade i Catalogue of Life.